# José Mailhot
Pour les articles homonymes, voir Mailhot.
José Mailhot, dite Shushei en innu, née le 1er février 1943 et morte le 24 mai 2021à Montréal, est une ethnologue et linguiste québécoise formée en anthropologie. Ses travaux portent notamment sur l'innu-aimun, la langue des Innus du Québec et du Labrador.
Elle commence ses activités de chercheuse dans les années 1970. Elle commence alors à travailler avec l'écrivaine innue Joséphine Bacon et l'anthropologue Sylvie Vincent. Elle apparait dans le film Le goût de la farine (1977) de Pierre Perrault.
José Mailhot a transcrit en innu, traduit en français et assuré la publication du livre Je suis une maudite sauvagesse que lui a dicté la cheffe An Antane Kapesh. Elle a aussi contribué à la normalisation orthographique de l'innu, dont elle a conçu le premier dictionnaire contemporain. Deux semaines après sa mort, a paru chez Mémoire d'encrier son récit Shushei au pays des Innus, qui fait découvrir au public l'immensité de son travail.